# Alfred Sturtevant
Alfred Henry Sturtevant (21 novembre 1891 - 5 avril 1970) était un généticien américain drosophiliste, connu notamment pour avoir construit la première carte génétique d'un chromosome en 1913. Tout au long de sa carrière, il a travaillé dans l'équipe de Thomas Hunt Morgan sur la Drosophila melanogaster (mouche du vinaigre). En observant qu'au cours du développement des mouches la première division cellulaire produit deux génomes différents, il a mesuré la distance embryogénique entre les organes dans une unité qui sera plus tard baptisée sturt en son honneur.
Il a été cité par le professeur Bryan Sykes dans son livre La malédiction d'Adam. Son frère ainé fut Edgar Howard Sturtevant, linguiste.

## Publications principales
- The linear arrangement of six sex-linked factors in Drosophila, as shown by their mode of association. Journal of Experimental Zoology, 14: 43-59, 1913
- A History of Genetics. Cold Spring Harbor Laboratory Press. édition en ligne